# 大西桃香
大西桃香（日语：大西 桃香，1997年9月20日—）是日本偶像藝人，為女子偶像團體AKB48前成員，曾擔任Team 8奈良縣代表，所屬經紀公司為Alligator。

## 經歷
2014年
- 4月3日，作為AKB48 Team 8成員初披露。
- 8月5日，于Team 8「PARTY开始了」公演，劇場公演出道。

2016年
- 自10月12日開始，每天早晨5時半在線上互動平台SHOWROOM上進行直播[2]。

2017年
- 2月4日，在AKB48的第47張單曲《Shoot Sign》中，首次成為選拔成員[3][4]。
- 在總選舉期間的SHOWROOM活動中，獲得點數第1位。
- 10月17日，在SHOWROOM的「大西桃香 早晨5時半直播1周年特別直播」中，宣布由幻冬舍出版首部個人寫真集[5]。這將是AKB48 Team 8成員首次以個人名義發行寫真集。
- 11月19日，就任奈良市觀光大使[6]。
- 12月8日，在AKB48劇場12周年特別紀念公演的組閣發表中，宣布將兼任Team 4[7]。
- 12月11日，與NGT48中井莉加、Team 8太田奈緒（日语：太田奈緒）共同獲得「SHOWROOM AWARD 2017」的「AKB48獎」[8]。

2018年
- 6月16日，在「AKB48第53張單曲世界選拔總選舉」以26,363票拿下第38名，首度進入AKB48選拔總選舉排名內。
- 10月3日，首部個人寫真集《夢的成真。》正式發行[9]。

2020年
- 7月29日，在個人推特上宣布移籍所屬經紀公司至Alligator，成為第一位移籍至個別經紀公司的Team 8成員。

2023年
- 10月10日，在Team K「引體後翻」公演宣布將在2024年2月15日畢業[10]。

## 簡介
- 個人介紹詞（Catch Phrase）是「雖然有點突然，這裡有個提問。大家喜歡的顏色是什麼？（觀眾回答各種顏色）不過呀，最喜歡的還是？（觀眾：桃色）我是來自奈良縣的大西桃香。」（いきなりですが質問です。みなさんの好きな色は何ですか?（○○）でもでも、やっぱりそこは?（桃色） 奈良県から来ました大西桃香です。）
- 官方昵称最初為（桃桃），後改用（大西）。
- 自2016年10月起，堅持每日早上5時半在SHOWROOM直播，因此獲得了「早晨5點半女孩」（朝5時半の女）和「SHOWROOM女王」的稱號[2]。因工作日增，早上5時半開台的紀錄維持至2018年8月13日中斷，但仍維持每日開台[11]。
- 喜歡的動物是貓。飼養了三隻貓。
- 有一個哥哥。
- 特技是呼啦圈。
- 個人的魅力點是細腰（腰のくびれ）[9]。

## 參與歌曲

### AKB48單曲CD
|      | 發行日期       | 單曲名稱         | 參與歌曲名稱         | 分隊名義      | 收錄 版本 | MV | 備註               |
| ---- | -------------- | ---------------- | -------------------- | ------------- | --------- | -- | ------------------ |
| 37th | 2014年08月27日 | 心意告示牌       | 去47個美麗城市       | Team 8        | 劇場盤    | ★  |                    |
| 38th | 2014年11月26日 | 希望無限         | 制服的翅膀           | Team 8        | Type-D    | ★  |                    |
| 39th | 2015年03月04日 | Green Flash      | 從打招呼開始         | Team 8        | Type-H    | ★  |                    |
| 42th | 2015年12月09日 | 紅唇Be My Baby   | 搗蛋鬼小蝗蟲         | Team 8        | Type-C    | ★  |                    |
| 44th | 2016年06月01日 | 不需要翅膀       | 通往夢想的路         | Team 8        | Type-C    | ★  |                    |
| 46th | 2016年11月16日 | High Tension     | 思春期的腎上腺素     | Team 8 WEST   | Type-D    | ★  |                    |
| 47th | 2017年03月15日 | Shoot Sign       | Shoot Sign           |               | 全版本    | ★  | A面曲 首次进入选拔 |
| 48th | 2017年05月31日 | 空有願望         | 當代PARA             |               | 全版本    | ★  |                    |
| 49th | 2017年08月30日 | #就是喜歡你      | 獨享的夏天           | SHOWROOM選拔  | Type-D    | ★  | 首次擔任Center     |
| 50th | 2017年11月22日 | 11月的腳鏈       | 熱愛人生！           | Team 8        | Type-B    | ★  |                    |
| 52nd | 2018年05月30日 | Teacher Teacher  | 蜂巢Dance            | Team 8        | 劇場盤    |    |                    |
| 53rd | 2018年09月19日 | 感傷列車         | 不是朋友嗎？         | Next Girls    | Type-A    | ★  |                    |
| 54th | 2018年11月28日 | NO WAY MAN       | 即使如此她依舊       | 大人選拔2018  | Type-B    | ★  |                    |
| 55th | 2019年3月13日  | 回憶上心頭DAYS   | Generation Change    | AKB48 B面選拔 | Type-A    | ★  |                    |
| 56th | 2019年9月18日  | 持續愛你         | 喜歡你 喜歡你 喜歡你 | Team8         | Type-A    | ★  |                    |
| 57th | 2020年3月18日  | 感謝失戀         | 匆匆忙忙             | Team8         | Type-C    | ★  |                    |
| 58th | 2021年9月29日  | 一切都成Rumor    | 一切都成Rumor        |               | 全版本    | ★  | A面曲              |
| 59th | 2022年5月19日  | 是前男友         | 是前男友             |               | 全版本    | ★  | A面曲              |
| 60th | 2022年10月19日 | 久違的Lip Gloss  | 久違的Lip Gloss      |               | 全版本    | ★  | A面曲              |
| 60th | 2022年10月19日 | 久違的Lip Gloss  | Sugar night          | SHOWROOM選拔  | 全版本    | ★  |                    |
| 61st | 2023年04月26日 | 無論如何都喜歡你 | 無論如何都喜歡你     |               | 全版本    | ★  | A面曲              |
| 61st | 2023年04月26日 | 無論如何都喜歡你 | 並非永別             | Team 8        | Type-A    |    |                    |
| 62nd | 2023年9月27日  | 如果不是偶像的話 | 如果不是偶像的話     |               | 全版本    | ★  | A面曲              |

- 標註有「★」符號者表示該首歌曲有拍攝對應的MV。

### AKB48專輯CD
|     | 發行 日期      | 專輯名稱                     | 參與歌曲名稱         | 分組名義 | 備註 |
| --- | -------------- | ---------------------------- | -------------------- | -------- | ---- |
| 6th | 2015年01月21日 | 這裡是羅德斯島、在這裡跳吧！ | 笨手笨腳的支持       | Team 8   |      |
| 7th | 2015年11月18日 | 0與1之間                     | 一輩子可以遇見多少人 | Team 8   |      |

## 劇場公演分組曲
| 公演名稱                            | 參與歌曲名稱      | 備註 |
| ----------------------------------- | ----------------- | ---- |
| Team 8 1st Stage「PARTY開始了」公演 | 同班同学 （クラスメイト）     |      |
| Team 8 2nd Stage「好想見你」公演    | 淚之湘南 （涙の湘南）     |      |
| Team 8 2nd Stage「好想見你」公演    | 戀愛計劃 （恋のPLAN）     |      |
| 外山大輔「密涅瓦呀，起風吧」公演    | 口對口巧克力 （口移しのチョコレート） |      |

## 其他作品

### 綜藝節目
- 《AKB48 SHOW!》（NHK）：不定期參與。
- 《AKB48神TV》（AKB48ネ申テレビ） ：不定期參與。
- 《AKBINGO!》（日本電視台）：不定期參與。

### 廣播節目
- 我們都是Gocha-maze!～集合的Yanyan～（日语：オレたちゴチャ・まぜっ!〜集まれヤンヤン〜）（2020年4月25日 - ，MBS電台） - 第12期Yanyan Girls成員

### 寫真集
- 《夢的成真。》（夢の叶えかた。；2018年10月3日發行，幻冬舍，攝影：青山裕企）ISBN 978-4344033344

### 舞台劇
- 舞台劇「傀儡馬戲團」（2019年1月10日－1月20日，新宿FACE（日语：新宿FACE））－白銀·法蘭西奴（與飯田里穗雙飾演）[12]

## 外部鏈結
- AKB48官網個人介紹頁 （页面存档备份，存于）
- AKB48 Team 8個人資料頁 （页面存档备份，存于）
- 大西 桃香（AKB48 Team 8）的SHOWROOM專頁
- 大西桃香的Instagram帳戶
- 大西桃香的X（前Twitter）
- 大西桃香1st寫真集的X（前Twitter）（幻冬舍架設）
- 大西桃香 （页面存档备份，存于）在755的頁面